# 高校野球ダイジェスト (千葉テレビ放送)
高校野球ダイジェスト（こうこうやきゅうダイジェスト）は、千葉テレビ放送で1981年（昭和56年）7月14日より、毎年7月の全国高等学校野球選手権千葉大会期間中に放送されているスポーツニュース番組である。電子番組表などでは『夏の高校野球ダイジェスト』と表記されている。
本項では、1981年（昭和56年）から1988年（昭和63年）に放送された、現在のタイトルへの改題前の『きょうの高校野球』（きょうのこうこうやきゅう）、および2019年（令和元年）に、夕方の結果速報版として放送されていた『高校野球ダイジェスト 白球ナイン』（こうこうやきゅうダイジェスト はっきゅうナイン）についても記述する。

## 概要

### 歴史
開局当初より当日行われる高校野球の結果を伝える番組は存在していたが、『高校野球ダイジェスト』のタイトルで行われるようになったのは、元号が平成になった1989年になってからのことで、1981年（昭和56年）から1988年（昭和63年）は『きょうの高校野球』のタイトルで放送されていた。1980年代から現在も続くスポーツニュース番組であるため、長寿番組の類に入る。
タイトルロゴは、1990年代前半から2014年までの長きにわたり、「ダ」や「ス」など、カタカナが丸みを帯びた水色に近い青色文字になっているものが使用されていたが、2015年から2018年までは、文字色も濃い青色になっていた（だが、番組CMでは出演者名の隣に旧ロゴが使用されていた）。
2019年は、これまで夕方に放送されていた結果速報版の番組（『速報!今日の高校野球』→『高校野球全力応援TV ガチファン』）についても、当番組とタイトルおよびロゴなどを統一し、『高校野球ダイジェスト 白球ナイン』として放送された。
2020年は、全国高等学校野球選手権千葉大会としての大会中止に伴う代替大会である、「2020夏季千葉県高等学校野球大会」に関する内容で、8月上旬 - 中旬に放送される。なお、夕方の速報版の番組（前年の『白球ナイン』に相当する番組）は、2020年以降放送されなくなった。

### 放送内容
夕方の速報版では試合結果を速報ベースで伝えるが、当番組は深夜帯前に1時間枠で試合の詳細な内容を伝える。原則全試合（試合数が多くなる大会序盤は、主要球場の試合のみ）を、VTR収録を交えて紹介する。なお、1,2回戦などごく僅かに使用される市川市国府台球場（現・国府台スタジアム）については球場設備の関係上、VTR収録が難しいため2014年（平成26年）までは字幕紹介のみだった。2015年7月12日放送で、通常の野球中継とは異なるアングルの観客席からの撮影ではあるが、初めてVTRで試合結果が放送された。2020年に第4地区の地区トーナメントで使用された野田市営球場についても、国府台同様のアングル・手法で試合結果が放送された。
なお、夕方の速報版とは違い、深夜帯前の放送のため当番組への一般視聴者の生出演はできない。
番組終了前には、全試合の結果一覧・明日行われる予定の試合、及び視聴者・高校野球関係者からの応援メッセージが紹介される。2018年までは、明日の天気（大会期間中は高温になる傾向があるため、試合の選手や観客に対し熱中症への注意喚起もされる）も伝えられていたが、2019年からは翌日の再放送を行うようになったため、天気は伝えられなくなった。
司会者席の後ろには応援メッセージや各校の応援グッズなどで壁が埋め尽くされる光景が名物ともなっている。ただし2011年は、朝の情報番組である『ハピはぴ・モーニング〜ハピモ〜』専用として当時新設されたばかりのオープンセットを、『ハピモ』のロゴやセバタンのぬいぐるみを隠す形で使用していたため、飾り物の受付をこの年のみ行わなかった。1992年等では『タウンガイド』や『CTCニュース』と同じスタジオが使用されていた。また、2003年からスタジオのMCが視聴者に生電話をするコーナーがあった。(なくなった時期は不明)
当番組も昼間の野球中継同様にスポンサーが多数あるが、スポンサー表示の上下スクロールは行われない。
2014年までは、メインスポンサーであるミズノと、千葉県内にあるミズノ特約店のスポーツ用品店数店舗によるプレゼントコーナーがあった。主に、特約店提供による応援グッズや野球用品が商品となっていた。2015年にミズノがスポンサーから撤退以降、プレゼントは一時的に廃止されていた。2018年には、2015年以降も特約店の中で唯一スポンサーを継続している、鎌ケ谷市の「超野球専門店CV」（以前は「スポーツCV」として提供）により、プレゼントが復活し、以後継続している。

### 出演者の衣装
2023年以降は、男女とも番組ロゴ入りのSSKのボタンダウンポロシャツとなっている。
2018年 - 2022年は、男女とも番組ロゴ入りのZETTの野球ユニフォームだった（男性キャスターは2017年より採用）。2019年は、『高校野球ダイジェスト 白球ナイン』もZETTの野球ユニフォームに統一された。
2015年までは、男女とも前述のミズノのポロシャツを着用していた（男性キャスターは2016年も着用）。2016年と2017年の2年間、女性キャスターはサマンサタバサのスポーツウェアを着用していた。

## 出演者
基本的に、男性・女性キャスター各1名の構成。当初は男性キャスターが1人で担当していたが、後に八塚に女性キャスターがつく形になり、以後男性・女性1名ずつの形式が定着している。
男性は、比較的長期間担当する。八塚・加藤とフリーアナウンサーが担当していたが、2008年以降は元高校球児を起用している。女性は原則として毎年交替があるが、2012年から2019年は、基本的に女性キャスターはチバテレアナウンサー（チバテレOB含む）が担当していた。
2018年・2019年は、当該年のメインスポンサーである千葉県内の日産自動車各ディーラー（日産プリンス千葉販売など）の店舗に男性MC（2018年は伊藤、2019年は林）が出向き、日産の新車を紹介するCMを放送していた。
以下、出演者は断りのない限り、キャスターとしての出演（後述する2021年のプレゼンターを除く）。

### 2025年の出演者
- 桑原秀和（2022年 - 2025年）
柏市立柏高等学校野球部OBで、元茨城ゴールデンゴールズ選手。2022年放送直前の同年6月まで静岡放送アナウンサーを務め、当番組を担当する同年7月よりボイスワークス所属のフリーアナウンサー。
当番組の他、昼間の中継の実況も一部試合で担当している。
なお、桑原は2023年より『ちば朝ライブ モーニングこんぱす』のMCを務めているが、当番組出演期間は番組自体が休止・放送時間短縮で対応している。大会日程変更などに伴い、桑原出演日と試合が重複した場合には、『モーニングこんぱす』は、別曜日の男性MCが代役出演する。桑原の地元柏市で行われる「柏まつり」のMCについても同様に試合と重複した場合には、「柏まつり」を『モーニングこんぱす』の別曜日の男性MCが代役で担当する[5][6]。
- 桜田澪（2023年 - 2025年）
千葉県出身[7][8]で、舞夢プロ所属の女優[9]。2年連続での女性キャスター就任は、チバテレアナウンサーを除けば、後述する小池以来およそ20年ぶり。更に2025年も務めるため、これで3年連続での女性キャスター就任となり、チバテレアナウンサー以外では初めてとなる（チバテレアナウンサーでも、後述する小倉のみであるため、桜田が2人目となる）[10]。
- いけだてつや（2022年 - 2025年、不定期出演）
熊本市立高等学校（現：熊本市立必由館高等学校）野球部OB。
不定期出演で、基本的に開会式当日と準々決勝以降に出演する（2022年の番組CMでも、「時々 いけだてつや」と紹介されていた）[注 4][注 5]。
後述する2019年に『高校野球ダイジェスト 白球ナイン』MCとして出演。それ以降、2020年に『秋季関東地区高等学校野球大会ダイジェスト〜ROAD TO センバツ〜』で、泉水はる佳アナウンサーと共にMCを担当。2021年 - 2023年は夏の高校野球千葉大会事前番組にも、ナビゲーターとして出演している。更には2020年12月5日以降は『千葉県ボーイズリーグダイジェスト』（年2,3回放送）にも出演している（2024年11月30日のみ、元日本テレビアナウンサーの上重聡が担当）。

### 過去の出演者

#### 男性キャスター
- 林昌範（2019年 - 2021年）[11]
船橋市立船橋高等学校野球部OBで、元プロ野球選手。放送当時、家業である船橋中央自動車学校の職員の傍ら、野球解説者としても活動。
- 伊藤毅（2014年 - 2018年）
桐生第一高等学校（群馬県）野球部OB。2018年より俳優業と並行してGAORAでスポーツアナウンサーとしての活動も開始している。2019年は、同じくGAORAで北海道日本ハムファイターズ戦を中心に実況を担当している。
- 瀬尾貴紀（2013年）
当時、『マリーンズナイター』のレポーターを務めていた。
- 上原風馬（2008年 - 2012年）
拓殖大学紅陵高等学校野球部OB。2006年 - 2007年は『速報!今日の高校野球』に出演していた。
- 加藤暁（2003年 - 2007年）
降板後も高校野球中継の実況では出演を継続しており、2020年代も引き続き実況を担当している。
- 八塚浩（1988年 - 2002年）
降板後も高校野球中継の実況では出演を継続しており、2010年代も引き続き実況を担当していた。
- 石井力（開始当初 - 1987年）
当時、千葉テレビアナウンサー。

#### 女性キャスター
- 山口清香（2022年）
当時、セント・フォース所属のフリーアナウンサー。前年の安藤に続き、2年連続でセント・フォースから担当となった。
- 安藤咲良（2021年）[11]
当時、セント・フォース所属のフリーアナウンサー。
- 庄司こなつ（2007年、2020年）
2008年 - 2011年は『速報!今日の高校野球』に出演していた。
- 小倉星羅（2006年、2016年 - 2019年）
2006年担当当時は大学生。2015年10月よりチバテレアナウンサーとなり、2016年以降は前年までの中山に引き続き、チバテレアナウンサーとして出演。2019年担当後の同年9月にチバテレを退社し、2021年から読売ジャイアンツのウグイス嬢に就任[12]。
- 中山京子（現：十九浦京子）（2014年、2015年7月10日 - 7月18日・7月26日）
当時チバテレアナウンサー。
2015年は女性キャスターとして最終日まで出演予定であった。しかし、放送当時は体調不良を理由として2015年7月19日より休養（後に、実際は妊娠中に早朝からの取材と深夜近くの番組出演は難しいとの判断からで途中降板に至ったことが、本人談として述べられている[13]）。最終日の7月26日に、お詫びの挨拶のため数十秒のみ生出演。
- 倉林知子（2011年、2015年7月19日 - 7月26日）
2014年は『ガチファン』に出演。2015年は当初『ガチファン』を含め出演予定がなかったが、中山の代役として7月19日より急遽出演。あわせて伊藤と倉林が出演する番組CMも急遽制作され、番組ホームページにも急遽倉林の顔写真が追加された。
- 笠井さやか（2012年 - 2013年）
2012年はチバテレアナウンサーとして、2013年のチバテレ退職後はジョイスタッフ所属のフリーアナウンサーとして出演。
- 鈴木那美（2010年）
- 糸久唯・菅崎あみ（2009年）
- 金築麻衣（2008年）
- 森崎春菜（2005年）
- 山下美樹（2004年）
- 岡田紀子（2003年）
- 木村公美（2002年）
- 小池文美・長友美貴子（2001年）
- 小池文美（2000年）
- 先崎奈津子（1999年）
- 渡辺千保（1998年）
- 高橋麗奈（1997年）
- 渡辺めぐみ（1996年）
- 山本智子[注 6]（1995年）
- 斉藤典子（1994年）
- 田辺妙子・角英里子（1993年）
- 築島雪枝（1992年）

#### プレゼンター
2021年の放送では従来のキャスターの他に、「プレゼンター」が設けられていた。プレゼンターは2名おり、ランキング・オーディションアプリの「mysta」にて、mystaを2021年4月以降に利用したばかりの「初心者枠」と、以前から使用している「総合枠」の各1名で構成される。どちらか1名の出演（初回放送のみ、自己紹介を兼ねて両名出演）で、リモート応援動画を紹介するコーナーのVTR振りで登場する。プレゼンターは事前収録のため、動画そのものの紹介やそれに対するコメントは、キャスター（林、安藤）が行う。
- 川岸瑠那（2021年、mysta総合枠チャンピオン）
- 涼野心粋（2021年、mysta初心者枠チャンピオン）

## 放送時間

### 現在の放送時間
以下は、2021年以降の放送時間。
- 大会期間中（除：土曜）22:00 - 23:00。土曜のみ22:30 - 23:30。
  - 実質的な放送時間は55分間（土曜以外は22:00 - 22:55、土曜のみ22:30 - 23:25）であり、残りの5分間はテレビショッピングで穴埋め（※2019年以降）。
  - 大会予備日・全試合が中止になった日は野球中継の中止時同様に、テレビショッピングや穴埋め番組（『日本ふるさと百景』、『ONGAX』など）を放送する（※2012年以降）。
  - 天候の変化等によりその日に予定された試合数より少なくなった場合は、30分の短縮版で放送される場合がある（2016年7月15日[注 8]、2021年7月4日[注 9]が該当）。
  - 2020年までは翌日朝に再放送があったが、廃止されている。

22時台に放送されている番組（2021年以降は、平日が「チ・バラエティ」枠のバラエティ番組、土曜は各種15分番組、日曜は自社制作ゴルフ番組）は、大会期間中別時間に振り替えされる。多くが21時台に振り替えされるため、元々平日21時台に放送されているゴルフ番組（自社制作ゴルフ番組の再放送、他社制作のゴルフ番組）は多くが中止される。

### 過去の放送時間
- 2005年以前は23:00 - 23:45の年が長く続いた。
1981年の番組開始当初も、23:00 - 23:45が基本であった。
以前は大会がない日でも、雨で中止の日も放送されていたこともある。2000年代前半は、大会前日にも直前情報として当番組を放送していた（現在はニュース番組内や単発の特別番組として直前情報や優勝候補の高校紹介を放送している）
- 2006年・2007年・2008年は大会期間中毎日22:30 - 23:30
大会予備日は代替番組が放送されることもある。
- 2009年 - 2011年は、大会期間中毎日22:30 - 23:25
大会予備日、ならびに天候等により全試合が中止になった日は代替番組が放送されることもある。
- 2012年 - 2014年は、大会期間中毎日22:00 - 22:55
  - この年から22:00からの放送となり、以後も多少の変更はあるが、22:00開始が定例化している。
  - 2012年のみ、金曜・土曜は22:15 - 23:10（22:00 -22:15はそれぞれ『おじゃまします市町村街かどクイズ』・『ウィークリー千葉県』を通常放送するため）
- 2015年 - 2018年は、大会期間中（除：土曜）22:00 - 22:55。土曜のみ22:15 - 23:10（22:00 -22:15は『ウィークリー千葉県』を通常放送するため）。
  - 2016年の大会初日は30分の短縮版で放送。これは、本来開会式当日に行われる開幕試合がこの年のみ見合わせることになったため（翌日10日が参議院選挙で、一部選手・応援団が18歳以上でこの年より選挙権を持つためなどを理由に、10日・11日を調整日（試合なし）とするイレギュラー対応。）。当初は7月9日（土曜）の22:15 - 22:45に放送予定だったが、開会式自体が雨天中止となったため、翌日7月10日の20:30 - 21:00に移動することになった（本来の22時枠は、前述の参議院選挙に伴う選挙特番を放送するため）。
  - 2014年までは平日23時台に5いっしょ3ちゃんねる同時ネット番組が放送されていたが、当番組の放送時間に被らない場合でも遅れネットとなる。基本的に、23:30までをテレビショッピングなどに、23:30 - 24:00は5いっしょ3ちゃんねる各局放送の『都市対抗野球大会ダイジェスト』に割り当てる（2015年は水曜のみ、23時台に首都圏トライアングル同時ネットで『攻殻機動隊 STAND ALONE COMPLEX』が放送されているため、『攻殻機動隊』のみ時間はずらさず23:00 - 23:30に放送する）。
- 2019年 - 2020年は、大会期間中（除：土曜）22:00 - 23:00。土曜のみ22:30 - 23:30。
  - 2019年・2020年は、翌日朝6:30から再放送を実施していた。2019年の再放送では、5分間のテレビショッピングの穴埋めは行わず、天気予報を放送する（平日は、成田国際空港世界の天気を放送）。平日については、当該時間内の『チュバチュバワンダーランド』および『シャキット!』は休止となり、『シャキット!』は7:30 - 8:00の30分間（テレビ神奈川同時ネット[注 11]）に短縮して放送される。

## 高校野球ダイジェスト 白球ナイン
前述のとおり、2018年まで夕方に放送されていた『高校野球全力応援TV ガチファン』の後継番組として、2019年に放送。2018年までは、『速報!今日の高校野球』時代を含め、トミドコロが7年間MCを務めていたが、当番組よりいけだてつやが担当することになった。
『ガチファン』では、2018年より一般視聴者の観覧・参加を廃止し、チバテレのスタジオからの放送に変更したが、当番組も原則はスタジオ内での放送である。ただし、一部回は2017年までのような公開生放送で実施することがあり、2019年7月18日はイオンモール幕張新都心での公開生放送で行われ、この回には前任者のトミドコロも『ガチファン』当時の衣装で出演した。
なお、トミドコロは2020年にも大会前日である8月1日に『夏の高校野球千葉大会開幕直前SP 出場校紹介』にナレーターとして、やはり『ガチファン』当時の衣装で出演したため、2012年の『速報!今日の高校野球』出演以来、9年連続でチバテレの高校野球関連番組に出演していることになる。しかし、2021年は出演が無いため、2020年で出演が途絶えることになった。前述の通り、チバテレの学生野球関連番組の担当が、事実上いけだに移行した形となる。

### 出演者

#### スタジオ内
- いけだてつや（MC）
- 宮澤里緒菜（アシスタント、高校時代にソフトボールで全国高等学校総合体育大会に出場経験あり）

#### VTR出演
- 渡部建（アンジャッシュ）
プロダクション人力舎では、いけだの先輩にあたる。いけだ同様に高校野球大好き芸人としても知られている[15]。

### 放送時間
- 2019年 18:30-18:55（調整日・雨天中止の場合は『日本ふるさと百景』などの代替番組を放送）

開催期間中は通常平日18:30に放送されているアニメの再放送、土日18時台のレギュラー番組（『熱血BO-SO TV』、『浅草お茶の間寄席』）を休止する。

## 関連番組

### 特別編
2016年5月1日の20:00 - 20:55には、当日がチバテレ開局45周年であることから、その記念番組として『高校野球ダイジェスト特別編〜ひと夏の軌跡〜』（こうこうやきゅうダイジェストとくべつへん ひとなつのきせき）が放送された。ここには、過去に出演したMCやアシスタントが出演し、当時を振り返ったり、後にプロ野球選手として活躍した元千葉県の高校球児の懐かしの映像などで振り返る企画が行われた。
- 司会
  - 伊藤毅（2014年 - 2015年の男性キャスター）
  - 小倉星羅（チバテレアナウンサー（特別編放送当時））（2006年の女性キャスター）
- ゲスト
  - 八塚浩（1988年 - 2002年の男性キャスター）
  - 上原風馬（2008年 - 2012年の男性キャスター）
- VTR出演
  - 小池文美（2000年 - 2001年の女性キャスター）
  - 庄司こなつ（2007年の女性キャスター、後に『速報!今日の高校野球』MC）
  - 糸久唯（2009年の女性キャスター）
  - 鈴木那美（2010年の女性キャスター）
  - 倉林知子（2011年の女性キャスター、2014年の『ガチファン』チバテレ本社担当、2015年の中山アナ降板に伴う代役キャスター）

### 千葉県内の学生野球関連番組
夕方の速報版
- 速報!今日の高校野球
2013年まで、大会期間中の夕方に放送されるダイジェスト番組（2011年までは、かつてのキャスターである庄司こなつが出演していた）
- 高校野球全力応援TV ガチファン
2014年から2018年まで、大会期間中の夕方に放送されるダイジェスト番組（前述の『速報!今日の高校野球』の後継番組で、『高校野球ダイジェスト 白球ナイン』の前身番組）

その他高校野球関連
- ゆめ半島千葉国体 高校野球競技ダイジェスト
2010年9月26日-9月30日（22:00-22:30）に放送。上原風馬がキャスターを務め、通常は野球中継の解説を行う小笠原聖もご意見番として出演。
- 秋季関東地区高等学校野球大会ダイジェスト〜ROAD TO センバツ〜
毎年10月-11月の開催日に5いっしょ3ちゃんねる各局共同制作。この番組では、試合開催地にあるテレビ局が制作を担当している。2014年・2020年は千葉県開催のため、チバテレが幹事局となり、2020年はいけだが出演した。2011年・2018年は山梨県開催であったが、5いっしょ3ちゃんねるには山梨県を放送対象地域とする局がないため、当番組の制作スタッフおよびアナウンサーを甲府市内に派遣し、同じくスタッフおよびアナウンサーを派遣した山梨放送とともに制作を担当した。

高校野球以外
- 中学野球ダイジェスト
千葉県中学校軟式野球大会の模様を年1回放送。タイトルロゴも「高校」と「中学」が違う以外は当番組とデザインが同じで、カタカナが丸みを帯びた字になっているものである。2016年の放送を最後に放送されていない。
- 千葉県ボーイズリーグダイジェスト
千葉県内のボーイズリーグのダイジェスト番組として、2020年12月5日より、全国大会県予選の模様を不定期放送。いけだがナビゲーターを務める。

## その他
2023年より、新京成電鉄にて当番組とのコラボレーションラッピング電車「夏の高校野球千葉大会応援トレイン」（新京成8800形を使用）が5月下旬から8月末まで運行されている。2025年4月1日に新京成電鉄は京成電鉄に吸収合併されたが、京成電鉄移管後の2025年も同様に、旧新京成線である京成松戸線および元々直通運転対象であった京成千葉線にて、京成8800形（旧：新京成8800形）で運行される。